# Diplazium kiusianum
Diplazium kiusianum là một loài thực vật có mạch trong họ Woodsiaceae. Loài này được Koidz. miêu tả khoa học đầu tiên năm 1931.